# Línea N401 (Interurbanos Madrid)
La línea N401 de la red de autobuses interurbanos de Madrid une Atocha (Madrid) con Pinto y Valdemoro.

## Características
Esta línea nocturna discurre entre Atocha (Madrid), Pinto y Valdemoro, en un trayecto de 55 minutos de duración.
La línea mantiene los mismos horarios todo el año (exceptuando las vísperas de festivo y festivos de Navidad).
Está operada por AISA mediante la concesión administrativa VCM-401 - Madrid – Aranjuez – Villarejo de Salvanés (Viajeros Comunidad de Madrid) del Consorcio Regional de Transportes de Madrid.

## Horarios
| Madrid                                           | Pinto | Valdemoro |
| ------------------------------------------------ | ----- | --------- |
| Noches de domingo a jueves y festivos noche      |       |           |
| 0:15                                             | 0:50  | 1:10      |
| 1:15                                             | 1:50  | 2:10      |
| 3:45                                             | 4:20  | 4:40      |
| Noches de viernes, sábados y vísperas de festivo |       |           |
| 0:15                                             | 0:50  | 1:10      |
| 1:15                                             | 1:50  | 2:10      |
| 2:30                                             | 3:05  | 3:25      |
| 3:45                                             | 4:20  | 4:40      |
| 5:00                                             | 5:35  | 5:55      |
| 6:15                                             | 6:50  | 7:10      |

| Valdemoro                                        | Pinto | Madrid |
| ------------------------------------------------ | ----- | ------ |
| Noches de domingo a jueves y festivos noche      |       |        |
| 24:00                                            | 0:15  | 0:55   |
| 2:30                                             | 2:45  | 3:25   |
| Noches de viernes, sábados y vísperas de festivo |       |        |
| 24:00                                            | 0:15  | 0:55   |
| 1:15                                             | 1:30  | 2:10   |
| 2:30                                             | 2:45  | 3:25   |
| 3:45                                             | 4:00  | 4:40   |
| 5:00                                             | 5:15  | 5:55   |

## Recorrido y paradas

### Sentido Pinto - Valdemoro
| Código | Parada                                     | Común con    | Conexiones con Metro   | Municipio | Zona |
| ------ | ------------------------------------------ | ------------ | ---------------------- | --------- | ---- |
| 13019  | Pza. Emperador Carlos V - Atocha           | N402         | Estación del Arte      | Madrid    |      |
| 16736  | P.º de la Chopera - Legazpi                | N402         | Legazpi                | Madrid    |      |
| 5718   | Glorieta de Cádiz                          | N402 N13 N14 | Almendrales            | Madrid    |      |
| 1132   | Hospital 12 de Octubre                     | N402 N13 N14 | Hospital 12 de Octubre | Madrid    |      |
| 1135   | San Fermín-Orcasur                         | N402 N13 N14 | San Fermín-Orcasur     | Madrid    |      |
| 1172   | Avenida de Andalucía-Centro Comercial      | N402         | Ciudad de los Ángeles  | Madrid    |      |
| 16729  | Av. Andalucía - Villaverde Bajo Cruce      | N402 N403    | Villaverde Bajo Cruce  | Madrid    |      |
| 12981  | Río Tinto - Río Odiel                      |              |                        | Getafe    |      |
| 12388  | Nassica - Centro Comercial                 |              |                        | Getafe    |      |
| 18461  | Nassica - Centro Outlet                    |              |                        | Getafe    |      |
| 12855  | Sierra Nevada - Las Marismas               |              |                        | Pinto     |      |
| 06242  | Sierra Nevada - Doñana                     |              |                        | Pinto     |      |
| 18462  | P.º de las Artes - Av. Juan Pablo II       |              |                        | Pinto     |      |
| 15532  | P.º de las Artes - Pablo Gargallo          |              |                        | Pinto     |      |
| 12382  | Pza. David Martín - Centro de Salud        |              |                        | Pinto     |      |
| 12379  | Av. Europa - Reino Unido                   |              |                        | Pinto     |      |
| 16454  | Cataluña - Aragón                          |              |                        | Pinto     |      |
| 08049  | Av. Isabel La Católica - Fernando Católico |              |                        | Pinto     |      |
| 08048  | Av. Isabel La Católica - Polideportivo     |              |                        | Pinto     |      |
| 06347  | Pza. Jaime Meric - Cristo                  |              |                        | Pinto     |      |
| 11136  | Cañada Real de Toledo - Pza. Las Mercedes  |              |                        | Pinto     |      |
| 08052  | Cañada Real de Toledo - Méjico             |              |                        | Pinto     |      |
| 07989  | Av. Andalucía - Pol. Ind. Alvena           |              |                        | Valdemoro |      |
| 07993  | San Vicente de Paúl - Doctor Fleming       |              |                        | Valdemoro |      |
| 07994  | San Vicente de Paúl - Tenerías             |              |                        | Valdemoro |      |
| 07995  | Negritas - Río Guadalquivir                |              |                        | Valdemoro |      |
| 07997  | Río Manzanares - Plaza de Toros            |              |                        | Valdemoro |      |

### Sentido Madrid (Atocha)
| Código | Parada                                         | Común con    | Conexiones con Metro   | Municipio | Zona |
| ------ | ---------------------------------------------- | ------------ | ---------------------- | --------- | ---- |
| 07997  | Río Manzanares - Plaza de Toros                |              |                        | Valdemoro |      |
| 16162  | Gta. José Mª Pemán - Antonio Van de Pere       |              |                        | Valdemoro |      |
| 15534  | José María Pemán - Emilia Pardo Bazán          |              |                        | Valdemoro |      |
| 16334  | Av. España - Libertad                          |              |                        | Valdemoro |      |
| 16336  | Av. España - Aguado                            |              |                        | Valdemoro |      |
| 19050  | Av. España - Av. Mar Egeo                      |              |                        | Valdemoro |      |
| 16338  | Av. Mar Egeo - Instituto                       |              |                        | Valdemoro |      |
| 15844  | Gta. Sirenas - Av. Mar Mediterráneo            |              |                        | Valdemoro |      |
| 11993  | Av. Mar Adriático - Colegio                    |              |                        | Valdemoro |      |
| 15375  | Gta. Pozo San Pedro - P.º Juncarejo            |              |                        | Valdemoro |      |
| 11994  | Apolo - Júpiter                                |              |                        | Valdemoro |      |
| 11991  | Av. Mar Mediterráneo - Afrodita                |              |                        | Valdemoro |      |
| 11989  | Av. Mar Mediterráneo - Olimpo                  |              |                        | Valdemoro |      |
| 11987  | Av. Mar Mediterráneo - Centro Comercial        |              |                        | Valdemoro |      |
| 12892  | P.º E. Tierno Galván - Parque Tierno Galván    |              |                        | Valdemoro |      |
| 11985  | P.º E. Tierno Galván - Colegio                 |              |                        | Valdemoro |      |
| 10762  | Av. Andalucía - P.º de la Estación             |              |                        | Valdemoro |      |
| 10763  | P.º Estación - Alberiza                        |              |                        | Valdemoro |      |
| 07992  | Av. Andalucía - Residencia                     |              |                        | Valdemoro |      |
| 07990  | Av. Andalucía - Pol. Ind. Alvena               |              |                        | Valdemoro |      |
| 10878  | Ctra. A4 - Centro de Almacenaje y Distribución |              |                        | Pinto     |      |
| 08042  | Sur - Polideportivo                            |              |                        | Pinto     |      |
| 08053  | Valdemoro - Federico García Lorca              |              |                        | Pinto     |      |
| 08041  | Av. España - Joan Miró                         |              |                        | Pinto     |      |
| 08043  | Av. España - Terreros                          |              |                        | Pinto     |      |
| 08046  | Alfaro - Iglesia                               |              |                        | Pinto     |      |
| 15776  | Pza. Asunción - Alfaro                         |              |                        | Pinto     |      |
| 11283  | Cataluña - Aragón                              |              |                        | Pinto     |      |
| 12380  | Av. Europa - Luxemburgo                        |              |                        | Pinto     |      |
| 12381  | Pza. David Martín - Centro de Salud            |              |                        | Pinto     |      |
| 15533  | P.º de las Artes - Colegio                     |              |                        | Pinto     |      |
| 18463  | P.º de las Artes - Francisco Barbieri          |              |                        | Pinto     |      |
| 12886  | Sierra Nevada - Doñana                         |              |                        | Pinto     |      |
| 12856  | Sierra Nevada - Las Marismas                   |              |                        | Pinto     |      |
| 12453  | Nassica - Centro Outlet                        |              |                        | Getafe    |      |
| 12387  | Nassica - Centro Comercial                     |              |                        | Getafe    |      |
| 16730  | Av. Andalucía - Villaverde Bajo Cruce          | N402 N403    | Villaverde Bajo Cruce  | Madrid    |      |
| 1173   | Avenida de Andalucía-Centro Comercial          | N402         | Ciudad de los Ángeles  | Madrid    |      |
| 1136   | San Fermín-Orcasur                             | N402 N13 N14 | San Fermín-Orcasur     | Madrid    |      |
| 5380   | Hospital 12 Octubre                            | N402 N13 N14 | Hospital 12 de Octubre | Madrid    |      |
| 5704   | Glorieta de Cádiz                              | N402 N13 N14 | Almendrales            | Madrid    |      |
| 3858   | Legazpi                                        | N402         | Legazpi                | Madrid    |      |
| 13019  | Pza. Emperador Carlos V - Atocha               | N402         | Estación del Arte      | Madrid    |      |